# Henry Beachell
Henry Monroe Beachell (Waverly, 21 de setembro de 1906 — 13 de dezembro de 2006) foi um agrônomo estadunidense. Sua pesquisa levou ao desenvolvimento de híbridos de arroz cultiváveis que salvou milhões de pessoas em todo o mundo da inanição.

## Vida
Nascido em Waverly, Nebraska, Beachell e sua família mudaram-se para uma fazenda de milho e trigo no oeste de Nebraska. Em 1930, ele obteve o diploma de bacharel em agronomia pela Universidade de Nebraska-Lincoln, onde era membro da fraternidade FarmHouse. Depois de obter um mestrado na Universidade Estadual do Kansas, Beachell trabalhou para o Departamento de Agricultura dos Estados Unidos no Texas. Lá, ele criou nove variedades de arroz, que acabaram respondendo por mais de 90% da produção de arroz de grãos longos dos Estados Unidos. Ele foi para International Rice Research Institute (IRRI) em 1963 após sua aposentadoria do DOA. Ele criou uma variedade de arroz de alto rendimento IR8 em 1964, com base no trabalho anterior de Peter Jennings (sem relações com os jornalistas dos EUA). O IR8 foi oficialmente lançado pelo IRRI em 1966. Ele aumentou dramaticamente os rendimentos do arroz asiático de 1 ou 2 toneladas por hectare para 4 ou 5 toneladas por hectare. Ele desempenhou um papel significativo na Revolução Verde.
Beachell é considerado a pessoa mais importante no melhoramento do arroz do mundo. À medida que os agricultores plantavam arroz de maior rendimento, a nutrição melhorou em muitos países asiáticos e os agricultores aumentaram sua renda. Beachell recebeu um doutorado honorário da Universidade de Nebraska em 1972. Beachell recebeu muitos prêmios internacionais, incluindo o Prêmio Japão de 1987 e o Prêmio Mundial de Alimentos de 1996. 